# 牛城 (明朝)
牛城，明太祖朱元璋的驸马。

## 生平
洪武十七年十一月九日（1384年12月21日），明太祖第三女崇寧公主下嫁牛城。不久驸马牛城即因罪被判戍云南金齿卫，公主跟随前往，结果半途去世，太祖得知女儿死讯后，命人追到金齿将牛城活活打死。
一说牛城的墓址在安徽宿州市墉桥区。

## 文內注釋
1. ↑  《明太祖实录》：“洪武十七年十一月……壬申，以牛城爲駙馬都尉，尚第三皇女崇寧公主。”
2. ↑  《明史》（卷121）：“崇宁公主，洪武十七年下嫁牛城，未几薨。”
3. ↑  《云南通志》（卷170）：“牛城洪武间驸马，以罪谪戍云南金齿卫。崇宁公主随往。公主道卒，洪武帝闻汛，命械至金齿杀之。”